# The Swapper
The Swapper — комп'ютерна головоломка-платформер для Microsoft Windows, Mac ОС X і Linux. Гру розробила та випустила 30 травня 2013 року Facepalm Games — невелика незалежна студія, яка базується у Гельсінкі, Фінляндія. У 2014 році гру портували для платформ Sony і Nintendo.
Гравець керує космонавтом, який опинився на борті закинутої дослідницької космічної станції, яка виявила дивний пристрій, за допомоги якого можна створювати власних клонів і переміщати свідомість між ними. Використовуючи ці здібності, гравець вирішує різні головоломки та дізнається про долю мешканців дослідницької станції.
Гра отримала похвалу від рецензентів за візуальний стиль і атмосферу, якість головоломок та здібність гри по-новому використати відсталу ігрову механіку.

## Ґеймплей

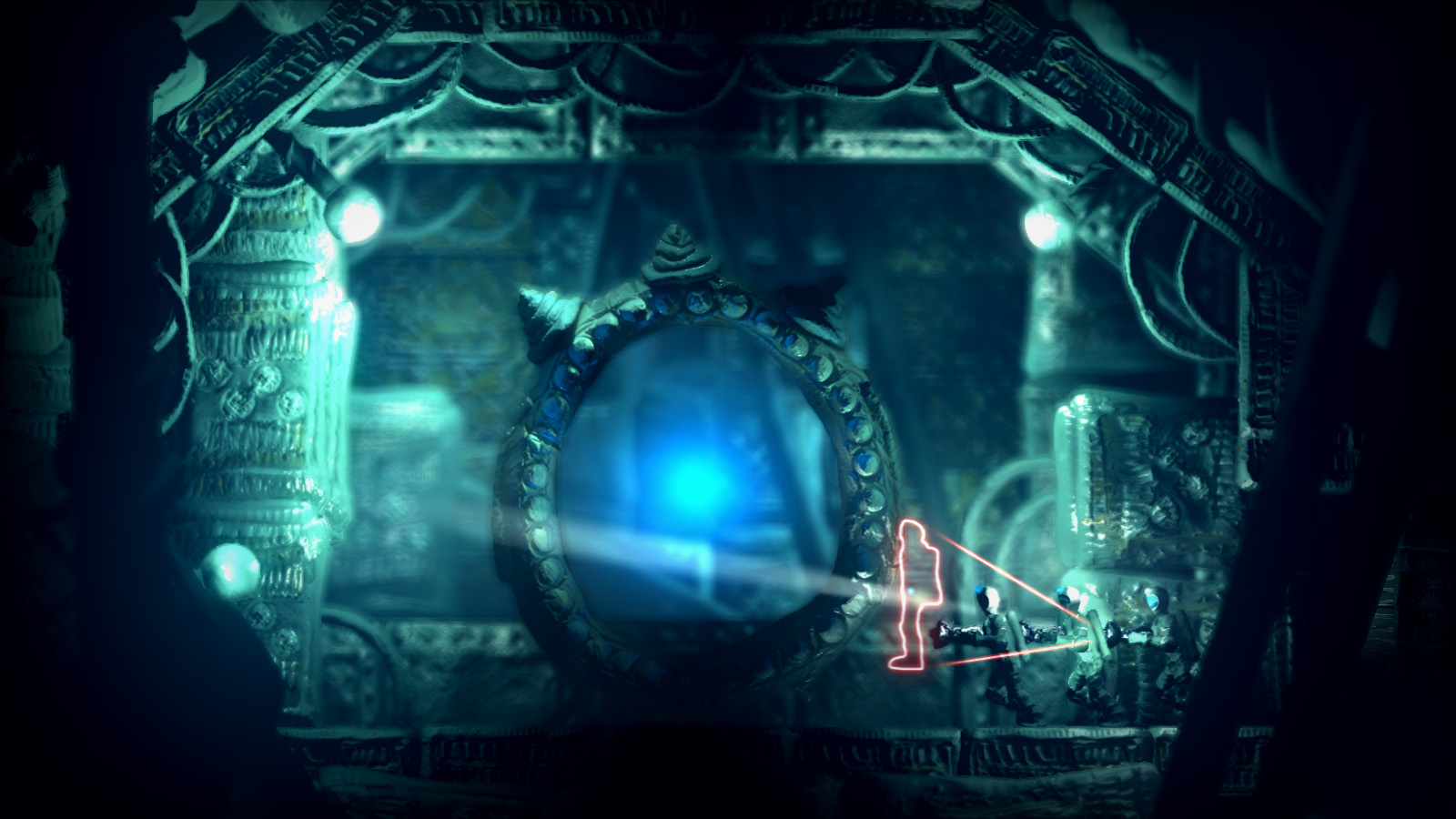
У The Swapper елементи дизайну були виліплені з глини а потім оцифровані для гри.

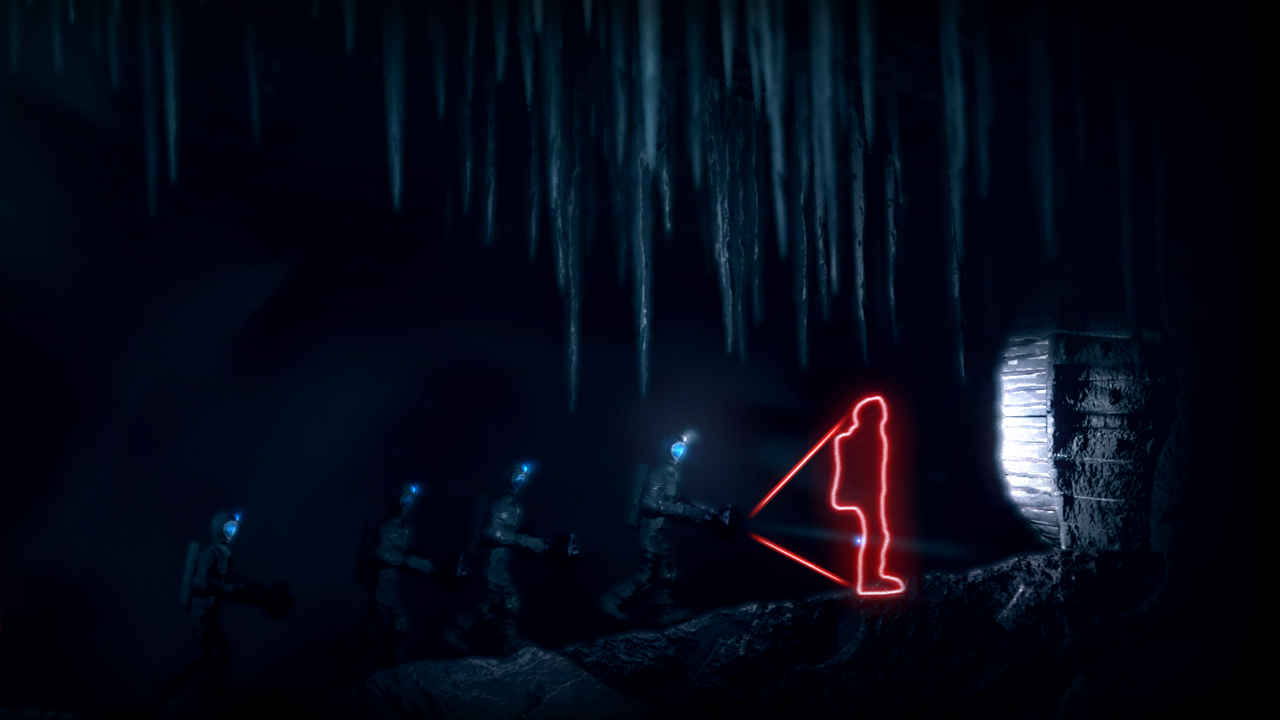
Гравець і його клони

The Swapper представляє собою головоломку виду платформер-сайдскролер, дії якої розгортаються у науково-фантастичному всесвіті. Гравець керує людиною, яка опинилася на пошкодженій космічній станції, і шукає способи, щоб врятуватися. Для цього потрібно вивчити станцію і знайти сфери, які використовують, щоб активувати певні двері, дозволяючи рухатися далі по сюжету. Деякі частини мап розділені на окремі кімнати так, щоб гравцю доводилося повертатися, щоб пройти у раніше недоступні приміщення. Для полегшення переміщення по мапі у грі присутні пристрої телепортації.
На початку гри гравець отримує ручний пристрій клонування, який необхідний, щоб вирішувати головоломки. Цей пристрій володіє двома функціями: можливість створювати до чотирьох клонів гравця, і можливість передачі контролю у будь-кого з них. Створені клони рухаються одночасно з гравцем, поки не наткнуться на перешкоду. Це дозволяє гравцеві виконувати складні дії, щоб активувати двері або вимикачі та отримати сфери. Як і сам персонаж, клони також можуть померти, впавши з великої висоти або від інших факторів довкілля. При фізичному контакті з гравцем клони також зникають. Загиблий або зниклий клон може бути заново створений за допомоги пристрою клонування. При використанні пристрою клонування, час сповільнюється, дозволяючи гравцеві виконувати більш складні дії з участю клонів. Наприклад, для підйому на висоту, гравець може безупинно створювати клона над своєю головою і в тут ж мить перемикати на нього керування, доки не досягне безпечного виступу. За час проходження, гравець опиняється у частинах станції, де можлива зміна гравітації, яка збільшує складність головоломок.
Можливості клонування обмежуються, якщо зустрічається певне джерело світла. На ділянках, освітлених синім світлом неможливо створити клонів; червоні вогні — блокують можливість передачі керування. Ділянки освітлені фіолетовим світлом об'єднують дві вже сказані властивості. Також зустрічаються джерела білого світла, розташовані, як правило, на входах в окремі кімнати-головоломки. Дотик до них знищує клона, а якщо його торкається гравець, то знищуються усі клони.

## Сюжет
Людство вичерпало усі свої природні ресурси, тому було створено сім станцій, які видобували та синтезували корисні ресурси у віддаленому космосі, щоб потім відправити їх на Землю. Екіпажі космічних станцій повинні виживати незалежно від Землі упродовж декількох десятиліть. Спершу Станція 7 зійшла з орбіти і була знищена найблищою до неї зіркою. Потім, за невідомою причиною, зник зв'язок зі Станцією 6.
Коли екіпаж корабля «Тесей» вивчав безлюдну пустельну планету Хорі V (англ. Chori V), багату на корисні копалини, екіпаж виявив надміцний сталевий сплав, інопланетну форму життя, схожу на земних шовкопрядів і надскладні камінні утворення невідомого походження. Валуни виробляли незвичайну електро-хімічну активність, у результаті чого деякі вчені стали припускати, що вони можуть володіти рудиментарним розумом. Екіпаж назвав ці валуни «Спостерігачі» (англ. The Watchers)
З часом члени екіпажу стали помічати, що валуни проникають у їхні сни, і дійшли до висновку, що валуни володіють телепатичними здібностями. Використовуючи відомості, отримані у результаті вивчення електро-хімії валунів, вченим вдалося сконструювати пристрій, названий The Swapper (Обмінник). З'ясувалося, що пристрій здатен створювати клон користувача, а також дозволяє самому користувачу перенести свою свідомість до клона. Невдала спроба обміну між двома людьми привела до таких обширних втрат пам'яті, що неможливо було сказати, чи справді перенесення свідомості було завершено. У результаті, подальше дослідження по перенесенню свідомості було заборонено. Одна з членів екіпажу, доктор Чалмерс (англ. Dr. Chalmers) порушила заборону, виконавши трансплантацію мозку двох невиліковно хворих пацієнтів. Вона вважала, що зможе використати пристрій безпосередньо на трансплантованих мозках і перемістити їхню свідомість у тіло, тим самим продовжуючи їм життя. Її колега, Доктор Деннетт (англ. Dr. Dennett), заперечував таку практику з етичних міркувань.
З часом вчені з'ясували, що Спостерігачам мільйони років і вони куди більш розумні, ніж вважалося раніше, можливо, навіть більш розумні, ніж люди.
Перший знайдений Спостерігач загадковим чином нагадував форму людського обличчя, з очами, носом, ротом, і різьбленим орнаментом. Він проявляв набагато більше нервової діяльності, ніж інші Спостерігачі. Учені припустили, що він є чимось на зразок вузла зв'язку для решти Спостерігачів. Вони виявили випромінювання від Спостерігача-голови, але вважали його безпечним для екіпажу. Однак, члени екіпажу почали помирати, і суднові приміщення були визнані непридатними для проживання. Екіпаж забарикадувався всередині в одній з частин корабля, вважаючи, що щось прямує за ними з поверхні планети. Загиблі незадовго до смерті повідомили, що можуть чути думки Спостерігачів. Стало зрозуміло, що Спостерігачі і є причиною смертей, але вже було занадто пізно. Вони взяли занадто багато валунів на борт і не змогли би встигнути викинути їх у космос.

## Розробка і просування

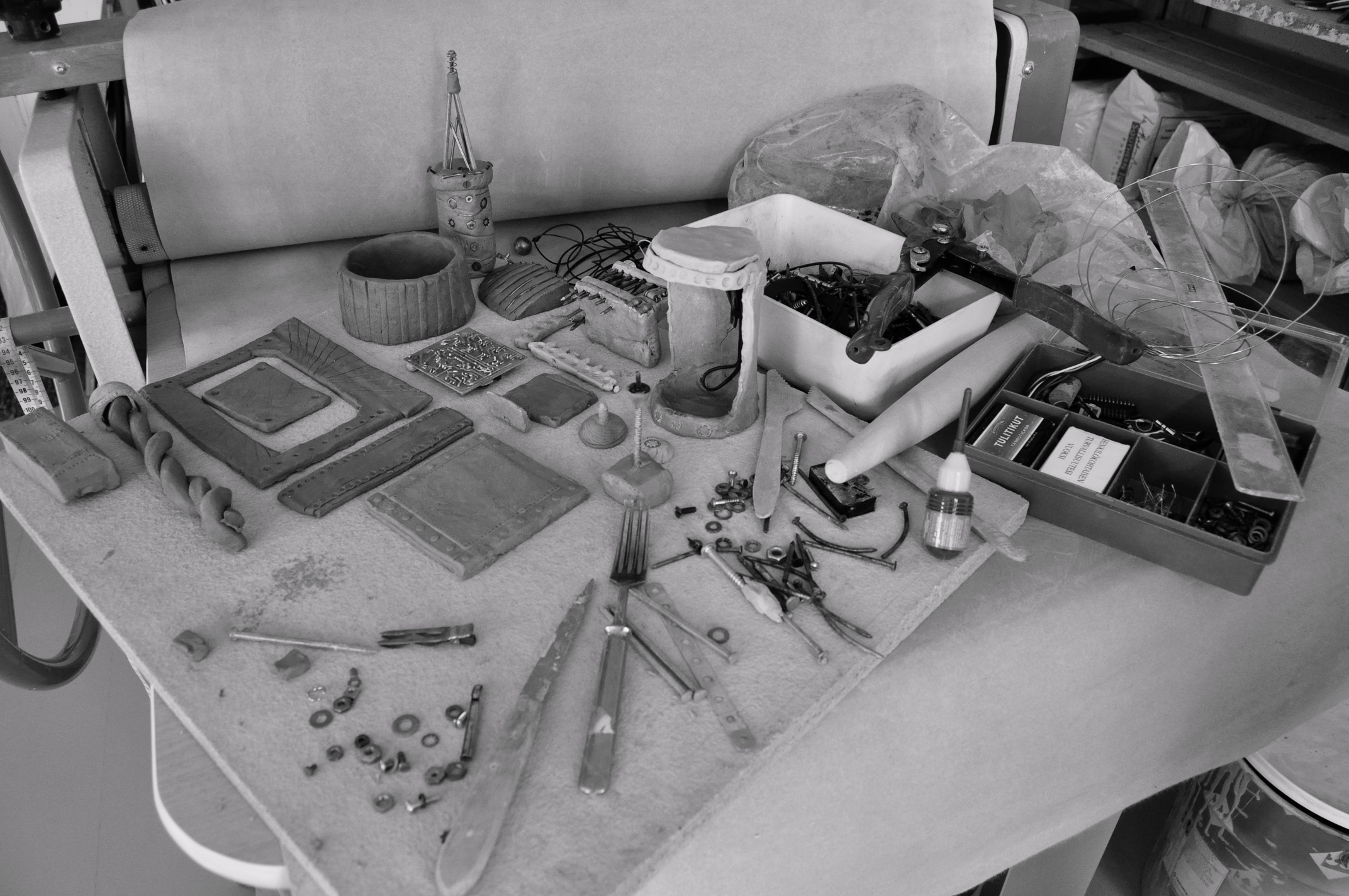
Художні елементи у їхній початковій, глиняній формі

The Swapper був проєктом двох студентів Гельсінського університету Отто Хантула (фін. Otto Hantula) і Оллі Харйола (фін. Olli Harjola), виконаним у вільний час. The Swapper був підтриманий організацією Indie Fund, ставши шостою інді-грою, проспонсорованою фондом.
Замість цифрових текстур, у дизайні гри були використані вручну виліплені з глини елементи, фотографії яких використовували для складення ігрових рівнів.
Curve Studios допомогли портувати гру на PlayStation 3, PlayStation 4 і PlayStation Vita з очікуваною датою реліза у травні 2014 року. Після затримки, пов'язаною з необхідністю переконатися, що версії PlayStation 3 і PlayStation Vita будуть доведені до досконалості, гра була випущена 5 серпня 2014 року у Північній Америці й на наступний день у Європі. Curve Studios повідомили, що будуть портувати гру на Wii U і рівень графіки буде нарівні з версією для ПК. Згодом, після виходу гри на Wii U, компанія Nintendo допомагала випустити гру на японському ринку. Про це вони повідомили у квітні 2015 року під час презентації Nintendo Direct.

## Критика і відгуки
The Swapper отримала позитивні відгуки від критиків, сукупний бал 88,70 % на GameRankings і 87/100 на Metacritic. Гра завоювала безліч нагород, включаючи «найкращу міжнародну гру» на Freeplay 2011 і спеціальну нагороду на Indiecade 2011.